# Слёйтер, Рамон
Рамон Слёйтер (нидерл. Raemon Sluiter; родился 13 апреля 1978 года, в Роттердаме, Нидерланды) — нидерландский профессиональный теннисист.

## Спортивная карьера
Рамон начал играть в теннис в шестилетнем возрасте. В 1995 году вместе с нидерландцем Петером Весселсом побеждает на Открытом чемпионате Франции в парном разряде среди юношей. В профессионалах с 1996 года. В этом же году дебютирует на турнире ATP в Росмалене. В 1999 году выигрывает два турнира серии ATP Challenger в Бристоле и Ахене. В 2000 году дебютирует в мужских соревнованиях турнира серии Большого шлема Открытом чемпионате Австралии и дошел до второго раунда. Также в июле этого года дошел до финала на турнире в Амстердаме, где проиграл шведу Магнусу Густафссону. Сезон он впервые завершает в первой сотне в рейтинге.
В 2001 году побеждает на Challenger в Схевенингене. В первой половине 2002 года выигрывает ещё три турнира Challenger в Любеке, Гамбурге и Тунисе. В июне дошёл до полуфинала на турнире ATP в Лондоне, а в июле защитил прошлогодний титул на Challenger в Схевенингене. В 2003 выходит в финал на турнире в Роттердаме, где уступает Максиму Мирному. Летом этого года также доходит до финала турнира в Амерсфорте, где вновь уступает на этот раз Николасу Массу. В 2005 побеждает на турнирах из серии Challenger в Любеке и Праге.
В 2007 году выигрывает последний в карьере турнир из этой серии в Познане. В 2009 году четвёртый раз в карьере дошел до финала турнира ATP. Произошло это в Хертогенбосе. Уступив немцу Беньямину Беккеру, Рамон упустил возможность победить на турнире ATP, так как это был его последний финал в карьере на данных турнирах. В апреле 2010 года окончательно завершает карьеру.

## Выступления на турнирах ATP
| Легенда                        |
| ------------------------------ |
| Турниры Большого шлема         |
| Кубок Мастерс / финал АТР-тура |
| ATP Мастерс / ATP Мастерс 1000 |
| АТР Gold / АТР 500             |
| АТР International/ АТР 250     |

### Поражения в финалах (6)

#### Одиночный разряд (4)
| №  | Дата        | Турнир      | Покрытие | Соперник в финале | Счёт в финале            |
| -- | ----------- | ----------- | -------- | ----------------- | ------------------------ |
| 1. | 24 июл 2000 | Амстердам   | Грунт    | Магнус Густафссон | 7-6(4), 3-6, 6-7(5), 1-6 |
| 2. | 23 апр 2003 | Роттердам   | Хард     | Макс Мирный       | 6-7(3), 4-6              |
| 3. | 21 июл 2003 | Амерсфорт   | Грунт    | Николас Массу     | 4-6, 6-7(3), 2-6         |
| 4. | 14 июн 2009 | Хертогенбос | Трава    | Беньямин Беккер   | 5-7, 3-6                 |

#### Парный разряд (2)
| №  | Дата        | Турнир     | Покрытие | Партнёр        | Соперники в финале         | Счёт в финале |
| -- | ----------- | ---------- | -------- | -------------- | -------------------------- | ------------- |
| 1. | 16 сен 2002 | Ташкент    | Хард     | Мартин Веркерк | Дэвид Адамс Робби Кёниг    | 2-6, 5-7      |
| 2. | 10 мар 2003 | Делрей-Бич | Хард     | Мартин Веркерк | Ненад Зимонич Леандер Паес | 5-7, 6-3, 5-7 |